# Chimshang Gyalsig Shuteng
Chimshang Gyalsig Shuteng (tibétain : མཆིམས་ཞང་རྒྱལ་ཟིགས་ཤུ་ཏེང, Wylie : mchims zhang rgyal zigs shu teng) ou Shang Gyalsig, appelé en chinois Shang Jiexi (chinois simplifié : 尚结息 ; chinois traditionnel : 尚結息 ; pinyin : shàng jiéxī), est un homme politique et un officier de l'Empire du Tibet.  Il est lönchen (བློན་ཆེན་, blon chen, lönchen, chancelier du Tibet) de 782 à 782.